# Brevipalpus ehsanii
Brevipalpus ehsanii är en spindeldjursart som beskrevs av Hasan, Bashir, Wakil och Afzal 2003. Brevipalpus ehsanii ingår i släktet Brevipalpus och familjen Tenuipalpidae. Inga underarter finns listade.